# Реструктуризация государственного долга
Реструктуризация государственного долга — пересмотр условий обслуживания долга (процента кредита, суммы, сроков возврата и др.). В общем смысле реструктуризация актуальна, когда появляется угроза банкротства заемщика, то есть его неспособности произвести погашение долговых обязательств в соответствии с первоначальными условиями его предоставления.
К реструктуризации государственного долга приводит макроэкономическая политика государства, согласно которой правительство увеличивает величину долга посредством займов у иностранных государств, в результате чего общая величина займов намного превышает дефицит счёта текущих операций. Взятые заёмные средства направляются на приобретение иностранных активов, в то время как должны были быть направлены на финансирование отраслей нац. экономики. Такая денежно-кредитная политика государства способствует оттоку частного капитала за границу.